# Paroreomyza
Genre
Paroreomyza est un genre de passereaux de la famille des Fringillidae. Il est endémique des îles d'Hawaï,,.

## Liste des espèces
Selon la classification de référence du Congrès ornithologique international (version 8.1, 2018) :
- Paroreomyza flammea (Wilson, SB, 1890) † — Alauahio de Molokai, Grimpeur de Molokai
- Paroreomyza maculata (Cabanis, 1850) — Alauahio d'Oahu
- Paroreomyza montana (Wilson, SB, 1890) — Alauahio de Maui, Grimpeur de Lanai, Grimpeur de Maui
  - Paroreomyza montana montana (Wilson, SB, 1890) †
  - Paroreomyza montana newtoni (Rothschild, 1893)